# Rakka kormányzóság

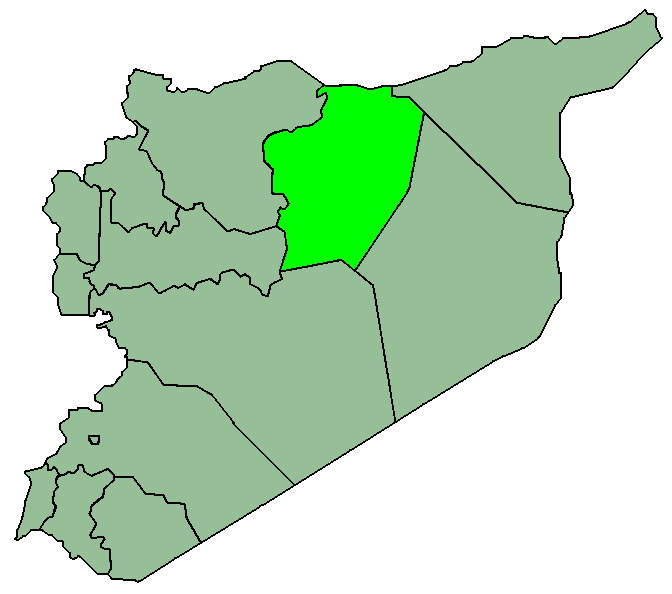
Rakka kormányzóság elhelyezkedése Szírián belül

Er-Rakka kormányzóság (arabul محافظة الرقة [Muḥāfaẓat ar-Raqqa]) Szíria tizennégy kormányzóságának egyike, központja Rakka városa, ami egyben az Iszlám Állam (ISIS) fővárosa. Az ország északi részén fekszik. Északon Törökország, északkeleten el-Haszaka kormányzóság, keleten Dajr ez-Zaur kormányzóság, délen Homsz kormányzóság, délnyugaton Hamá kormányzóság, nyugaton pedig Aleppó kormányzóság határolja. Területe 19 616 km², népessége pedig a 2004-es népszámlálás adatai szerint 793 514 fő.

## Közigazgatási beosztása
Rakka kormányzóság területe három kerületre (mintaka) – er-Rakka, Tell Abjad és asz-Szaura – és 10 körzetre (náhija) oszlik.

## Turisztikai látnivalói
Kevés maradt meg Rakka történelmi belvárosából (a fal néhány szakasza, a középkori nagymecset romjai és a város szimbóluma, a Bagdadi-kapu). Az Eufrátesz felduzzasztásából létrejött Aszad-tóban áll a középkori Dzsaabar-vár, és a folyótól távol, a sivatag szélén Ruszáfa bizánci eredetű romvárosa.